# Matthias Kleinheisterkamp
Matthias Kleinheisterkamp (22 de junho de 1893 - 29 de abril de 1945) foi um general alemão que serviu na Waffen-SS durante a Segunda Guerra Mundial. Foi condecorado postumamente com a Cruz de Cavaleiro da Cruz de Ferro com Folhas de Carvalho.

## Carreira militar

### Patentes
| Fahnenjunker                                      | 2 de agosto de 1914     |
| Leutnant                                          | outubro de 1914         |
| Oberleutnant                                      | 1 de fevereiro de 1928  |
| Hauptmann                                         | 1 de outubro de 1929    |
| SS-Anwärter                                       | 8 de janeiro de 1934    |
| SS-Mann                                           | 24 de janeiro de 1934   |
| SS-Sturmmann                                      | 8 de fevereiro de 1934  |
| SS-Scharführer                                    | 10 de fevereiro de 1934 |
| SS-Oberscharführer                                | 12 de fevereiro de 1934 |
| SS-Truppführer                                    | 14 de fevereiro de 1934 |
| SS-Obertruppführer                                | 19 de março de 1934     |
| SS-Sturmführer                                    | 12 de abril de 1934     |
| SS-Obersturmführer                                | 17 de junho de 1934     |
| SS-Hauptsturmführer                               | 20 de abril de 1935     |
| SS-Sturmbannführer                                | 1 de junho de 1935      |
| SS-Obersturmbannführer                            | 20 de abril de 1937     |
| SS-Standartenführer                               | 18 de maio de 1940      |
| SS-Oberführer                                     | 19 de julho de 1940     |
| SS-Brigadeführer und Generalmajor der Waffen-SS   | 9 de novembro de 1941   |
| SS-Gruppenführer und Generaleutnant der Waffen-SS | 1 de maio de 1943       |
| SS-Obergruppenführer und General der Waffen-SS    | 1 de agosto de 1944     |

### Condecorações
| Cruz de Ferro (1939) 2ª Classe                                           | 13 de setembro de 1939           |
| Cruz de Ferro (1939) 1ª Classe                                           | 2 de outubro de 1939             |
| Medalha da Frente Oriental \|\| 1942                                     |                                  |
| Anel de Honra da SS                                                      |                                  |
| Medalha Anschluss                                                        | 1938                             |
| Medalha dos Sudetos (1939) com barra do Castelo de Praga                 | 1939                             |
| Medalha Memel                                                            |                                  |
| Distintivo de Feridos (1918) em Preto                                    |                                  |
| Distintivo de Feridos (1918) em Prata                                    |                                  |
| Cruz de Honra da Guerra Mundial                                          | 1934                             |
| Águia Silesiana 2ª e 1ª Classe                                           |                                  |
| Cruz de Mérito de Guerra com Espadas, 2 Classe (1942) e 1ª Classe (1942) |                                  |
| Ordem da Cruz da Liberdade 1ª Classe                                     | 1943                             |
| Espada de Honra da SS                                                    |                                  |
| Cruz de Cavaleiro da Cruz de Ferro                                       | 31 de março de 1942              |
| Cruz de Cavaleiro da Cruz de Ferro com Folhas de Carvalho nº 871         | 9 de maio de 1945 (postumamente) |